# Joomla!
Joomla! (произносится джу́мла) — система управления содержимым (CMS), написанная на языках PHP и JavaScript, использующая в качестве хранилища базы данных СУБД MySQL или другие стандартные промышленные реляционные СУБД. Является свободным программным обеспечением, распространяемым под лицензией GNU GPL.

## Этимология
Название «Joomla!» фонетически идентично слову «Jumla», которое в переводе с языка суахили означает «все вместе» или «единое целое», что отражает подход разработчиков и сообщества к развитию системы.

## История
Система управления содержимым Joomla! является ответвлением ранее широко известной CMS Mambo.

### Mambo CMS
Mambo была платной CMS, название Mambo было торговой маркой компании Miro International Pvt. Ltd. Однако, в 2001 году, с выходом Mambo 3.0 произошло разделение на 2 версии: платную с закрытым исходным кодом  и бесплатную (Mambo Site Server, с 2002 года - Mambo Open Source, она же MOS) с открытым исходным кодом. Бесплатный продукт должен был играть роль демо-версии платного варианта и привлекать новых клиентов компании-разработчику. Однако, идея универсальной CMS понравилась многим и к работе с кодом Mambo Open Source стали подключаться разработчики из разных стран. В итоге бесплатный продукт стал опережать по темпам развития платный, что шло вразрез с бизнес-целями компании Miro.

### Joomla!

#### 2005-2007
Joomla появилась в результате форка Mambo 17 августа 2005 года.  В то время название Mambo было торговой маркой Miro International Pvt. Ltd., которая сформировала некоммерческий фонд для финансирования проекта и защиты его от судебных исков. Команда разработчиков Joomla утверждала, что многие положения структуры фонда нарушают предыдущие соглашения, достигнутые избранным руководящим комитетом Mambo, также принимались без необходимых консультаций с ключевыми заинтересованными сторонами и включают положения, которые нарушают основные ценности открытого исходного кода.
Команда независимых разработчиков отделилась от проекта Mambo по причине несогласия в экономической политике. 16 сентября 2005 года в свет вышла первая версия Joomla!, являющаяся по сути переименованной Mambo 4.5.2.3 и включающая в себя исправления найденных на тот момент ошибок и уязвимостей.
Со-основатели Joomla Эндрю Эдди (Andrew Eddie), Брайан Тиман (Brian Teeman), Йохан Янссенс (Johan Janssens), Жан-Мари Симоне (Jean-Marie Simonet) и др. учредили некоммерческую организацию Open Source Matters, Inc. (OSM) для распространения информации в сообществе разработчиков программного обеспечения. Руководитель проекта Эдди написал письмо, которое появилось в разделе объявлений публичного форума на mamboserver.com.  Более тысячи человек присоединились к OpenSourceMatters.org в течение дня, большинство из которых опубликовали слова поддержки и ободрения. Генеральный директор Miro Питер Ламонт публично ответил команде разработчиков в статье под названием «Противоречие в Mambo Open Source — 20 вопросов к Miro».  Это событие вызвало споры в сообществе свободного программного обеспечения об определении открытого исходного кода . Форумы других проектов с открытым исходным кодом были активны с сообщениями о действиях обеих сторон.
В течение двух недель после объявления Эдди команды были реорганизованы, и сообщество продолжало расти. Эбен Моглен (Eben Moglen) и Центр права свободы программного обеспечения (Software Freedom Law Center, SFLC) помогали основной команде Joomla, начиная с августа 2005 года, как указано в записи блога Моглена от той даты и в соответствующем объявлении OSM.  SFLC продолжает предоставлять юридическое сопровождение проекту Joomla в качестве одного из партнеров OSM.
18 августа 2005 года Эдди призвал сообщество выбрать название для проекта. Основная команда разработчиков оставила за собой право принять окончательное решение по названию и в итоге выбрала своё название, а не из предложенных сообществом. 22 сентября 2005 года было объявлено новое название - Joomla!. Это англицированное написание слова jumla из суахили, означающего «все вместе» или «единое целое». Это слово также имеет похожее значение по крайней мере в амхарском, арабском, тюркских языках и урду. 26 сентября команда разработчиков призвала сообщество представить логотипы и пригласила сообщество проголосовать за логотип; команда объявила о решении сообщества 29 сентября. Начиная с октября 2005 года были опубликованы руководящие принципы, охватывающие брендинг, лицензирование и использование зарегистрированной торговой марки.

#### 2008-...
К лету 2008 года по числу ежедневных скачиваний Joomla! заняла второе место после WordPress со значительным отрывом от других подобных систем.
- Версия 1.0 считается устаревшей, её официальная поддержка прекращена 1 июля 2009 года.
- Поддержка версии 1.6 прекращена 19 августа 2011 года.
- Поддержка версии 1.7 прекращена 24 февраля 2012 года.[20]
- Поддержка версии 1.5 прекращена 27 сентября 2012 года.
- Поддержка версии 2.5 продолжалась до конца 2014 года.
- Поддержка версии 3.x прекращена 17 августа 2023 года.

## Цикл выхода релизов Joomla
В августе 2022 года в связи с выходом Joomla 4.0 и возникшей в международном сообществе разработчиков Joomla дискуссии на GitHub был опубликован скорректированный выпуска релизов Joomla, согласно которому у каждой мажорной версии 2 года длится фаза активного развития и ещё 2 года - исправление ошибок и патчи безопасности.

#### Joomla 4
| Текущий релиз                                                                   | 4.4.13          |
| Следующий релиз                                                                 | 4.4.14          |
| Дата выхода серии релизов                                                       | 17 августа 2021 |
| Дата окончания исправления ошибок в версии 4.x (bug fix EOL)                    | 15 октября 2024 |
| Дата окончания исправления ошибок безопасности в версии 4.x (security fix EOL ) | 14 октября 2025 |

#### Joomla 5
| Текущая версия                                                                  | 5.3.1           |
| Следующая версия                                                                | 5.3.2           |
| Дата выхода серии релизов                                                       | 17 октября 2023 |
| Дата окончания исправления ошибок в версии 5.x (bug fix EOL)                    | 13 октября 2026 |
| Дата окончания исправления ошибок безопасности в версии 5.x (security fix EOL ) | 12 октября 2027 |

| Версия | Даты выпуска     | Поддержка до          |
| --- | ---------------- | --------------------- |
| 1.0 | 15 сентября 2005 | 22 июля 2009          |
| 1.5 | 22 января 2008   | 30 сентября 2012, LTS |
| 1.6 | 10 января 2011   | 19 августа 2011       |
| 1.7 | 19 июля 2011     | 24 февраля 2012       |
| 2.5 | 24 января 2012   | 31 декабря 2014, LTS  |
| 3.0 | 27 сентября 2012 | 24 апреля 2013        |
| 3.1 | 24 апреля 2013   | 6 ноября 2013         |
| 3.2 | 6 ноября 2013    | 20 октября 2014       |
| 3.3 | 20 апреля 2014   | 25 февраля 2015       |
| 3.4 | 25 февраля 2015  | 21 марта 2016         |
| 3.5 | 21 марта 2016    | 12 июля 2016          |
| 3.6 | 12 июля 2016     | 25 апреля 2017        |
| 3.7 | 25 апреля 2017   | 19 сентября 2017      |
| 3.8 | 19 сентября 2017 | 30 октября 2018       |
| 3.9 | 30 октября 2018  | 17 августа 2021       |
| 3.10 | 17 августа 2021  | 17 августа 2023, LTS  |
| 4.0 | 17 августа 2021  | 15 февраля 2022       |
| 4.1 | 15 февраля 2022  | 16 августа 2022       |
| 4.2 | 16 августа 2022  | 18 апреля 2023        |
| 4.3 | 18 апреля 2023   | 17 октября 2023       |
| 4.4 | 17 октября 2023  | 14 октября 2025       |
| 5.0 | 17 октября 2023  | 16 апреля 2024        |
| 5.1 | 16 апреля 2024   | 15 октября 2024       |
| 5.2 | 15 октября 2024  | 15 апреля 2025        |
| 5.3 | 15 апреля 2025   |                       |
| 5.4 | 14 октября 2025  |                       |
| 6.0 | 14 октября 2025  |                       |
| Легенда:Старая версия, не поддерживаетсяСтарая поддерживаемая версияТекущая версияТестовая версияБудущая версия |                  |                       |

## Описание системы
CMS Joomla! включает в себя минимальный набор инструментов при начальной установке, который дополняется по мере необходимости. Это снижает загромождение административной панели ненужными элементами, а также снижает нагрузку на сервер и экономит место на хостинге.
Joomla! позволяет отображать интерфейс фронтальной и административной части на любом языке. Каталог расширений содержит множество языковых пакетов, которые устанавливаются штатными средствами администрирования. Доступны пакеты русского, украинского, белорусского и ещё некоторых языков постсоветского пространства.

## Основные возможности
Следует отдельно говорить о возможностях Joomla! с точки зрения наполнения сайта (контент-менеджмента), администрирования и возможностях для разработчика.

### Возможности контент-менеджмента
- Создание неограниченного количества текстов (материалов в терминологии Joomla!), распределенных по неограниченному количеству категорий. Версионность материалов с возможностью вернуться к предыдущим сохранённым версиям.
- Гибкая система создания и управления меню позволяет создавать навигацию по сайту самых разных уровней сложности.
- Компонент «Контакты» позволяет отображать расширенные контактные данные пользователей, группировать контакты в категории разного уровня вложенности. Для каждого пользователя можно отображать форму обратной связи.
- Компонент «Баннеры» является простой системой показа рекламных баннеров и ссылок на сайте.
- Компонент «Ленты новостей» позволяет отображать данные RSS потоков из других источников.
- Компонент «Теги» позволяет связывать различные сущности (материалы, контакты и т.д.) сайта с помощью тегов, организуя горизонтальную структуру сайта.
- Компонент «Умный поиск» предназначен для индексации контента сайта и даёт возможность пользователям искать по сайту с учётом словоформ.
- Права доступа пользователей сайта разделяются на группы и уровни доступа и в целом являются реализацией паттерна ACL. Реализован функционал многофакторной аутентификации. Пользователи сайта имеют возможность авторизовываться, редактировать свои данные, получать доступ к разделам сайта для зарегистрированных пользователей (согласно настройкам прав доступа).
- Встроенная в Joomla версия сайта для слабовидящих, соответствующая стандарту WCAG 2.1. Для материалов Joomla! имеется инструмент проверки доступности для слабовидящих, который подскажет необходимые исправления для соответствия стандартам.
- Плагины микроразметки Schema.org в составе Joomla! автоматически размечают страницы сайта для предоставления поисковикам более понятной и структурированной информации, которая может влиять на ранжирование в поисковой выдаче.
- Работа с персональными данными пользователей: обработка запросов на выгрузку и удаление персональных данных согласно Федеральному закону «О персональных данных» №152-ФЗ[27][28].
- Возможно включить и настроить Workflow для материалов («Процессы» в терминологии Joomla!), подразумевающие многоэтапную работу, согласование текста и процесс публикации[29][30].

### Возможности администрирования
- Для каждой динамической страницы можно создать свои заголовок (тег title) и описание (meta description) в целях более высокого ранжирования в поисковых системах.
- Начало и окончание публикации любых материалов, категорий, модулей можно запрограммировать по календарю. Таким же образом можно реализовать отложенные публикации, установив дату из будущего.
- Возможность ограничить доступ к определённым разделам сайта только для зарегистрированных пользователей, доступ как к разделу, так и к определённому материалу с точностью до конкретной связи материал↔пользователь.
- Настраиваемые схемы расположения элементов по позициям шаблона.
- Автоматическая проверка новых версий установленных расширений. Отображение changelog прямо в панели админстратора позволяет просмотреть список изменений непосредственно перед обновлением (при условии, что разработчик расширения задействует этот механизм).
- Возможность создания не одной, а нескольких форм обратной связи для каждого контакта;
- Встроенный визуальный редактор TinyMCE;
- ЧПУ — «человекопонятный URL», например, «example.com/news/2011/»;
- Более 6000 (по состоянию на 07.08.2024) готовых расширений (http://extensions.joomla.org). С их помощью сайт на Joomla! легко становится интернет-магазином, каталогом, доской объявлений, социальной сетью, учебным порталом и т.д.
- Система шаблонов позволяет легко изменять внешний вид сайта: расположение модулей, шрифты и другое. Можно предоставить пользователям выбирать одно из нескольких отображений. В сети существует огромный выбор готовых шаблонов, как платных, так и бесплатных. Также существует программное обеспечение для самостоятельного создания оригинальных шаблонов. Шаблон сайта можно назначить как всему сайту, так и конкретному пункту меню. Таким образом вы можете сделать различное оформление разным разделам сайта. Joomla! имеет функционал создания дочерних шаблонов.
- Предусмотрены настраиваемые схемы расположения модулей, включая левый, правый, центральный и любое другое произвольное положения блока. При желании содержимое модуля можно включить в содержимое текста. Например, выражение {loadposition position_name}, введённое (вместе с фигурными скобками) в произвольное место в статье, выведет содержимое модуля, которому задана позиция вывода как «position_name».
- Переключение светлой и тёмной темы оформления панели администратора.
- Функциональность можно увеличивать с помощью дополнительных расширений (компонентов, модулей, плагинов, библиотек).
- К преимуществам системы можно отнести то, что все компоненты, модули, плагины и шаблоны можно написать самому, разместить их в структурированном каталоге расширений или отредактировать существующее расширение по своему усмотрению.
- Происходит регулярный выход обновлений. Существует публичный «баг-трекер» (система отслеживания ошибок). Основная работа с пользователями командой разработчиков ведётся в GitHub репозитории Joomla!. В нём можно оставить пожелания по расширению функциональности, оставить замечания по поводу работы CMS, которые впоследствии изучаются её разработчиками, при необходимости включающими в очередное обновление Joomla! исправления, решающие те или иные проблемы.
- Встроенная мультиязычность - возможность создания языковых версий сайта.
- Функционал пользовательских полей Joomla, который позволяет добавлять различные типы данных к сущностям компонентов Joomla. Таким образом с помощью штатного компонента материалов можно создать простой каталог товаров или услуг.

### Возможности для разработчика
Создание собственного расширения осуществляется посредством написания плагина на языке PHP с использованием для взаимодействия API Joomla!.
- Архитектурно Joomla! является монолитом - ядром, к которому присоединяются расширения. В Joomla существует 7 типов расширений: 
  - шаблон - включает в себя вёрстку сайта, переопределения макетов, а так же может содержать некоторые параметры отображения в параметрах стилей шаблонов.
  - компонент - нужен для CRUD операций - создания, отображения, редактирования и удаления данных.
  - модуль - выводит некоторые данные в позиции шаблона, например, новые или популярные статьи, просмотренные товары, форма входа на сайт, форма обратной связи, форма поиска и т.д. Модуль может брать данные для отображения из какого-либо компонента, своих параметров или внешнего источника.
  - плагин - в процессе работы Приложения Joomla! вызываются события (Event Dispatching). По этим вызовам срабатывают плагины, получая возможность изменять  данные или выполнять некую работу на лету. Например, добавить кнопку в панель управления, получить данные по ajax, обработать содержимое страницы регулярным выражением и т.д.
  - библиотека - некий набор функций и методов, который может одновременно использоваться в разных расширениях сайта: в плагине, модуле и компоненте. Например, библиотека для подключения и отправки данных во внешнюю CRM систему.
  - файл - любой PHP код в файле или нескольких файлах, который по каким-то причинам не получилось оформить надлежащим образом в одно из расширений Joomla!.
  - пакет - может включать в себя несколько типов расширений для одновременной установки и обновления. Например, пакет может содержать модуль и плагин или плагин и библиотеку. Установка, обновление, удаление может производиться сразу пакетно со всеми расширениями, входящими в данный пакет.
- Функционал создания переопределений макетов в шаблоне является одной из основных особенностей Joomla!. Он позволяет скопировать часть стандартного отображения какого-либо расширения Joomla! в папку с вашим разрабатываемым шаблоном и изменить его HTML-вёрстку так, как необходимо, не опасаясь, что при следующем обновлением движка внесённые изменения будут утеряны.
- Ядро Joomla! использует PHP Namespaces[31].
- Начиная с Joomla! 4 под капот вошёл Joomla! Framework, который многие годы был отдельным проектом. Это полноценный PHP фреймворк, похожий на Laravel, Yii и другие, который можно использовать и вне Joomla! CMS.
- Развитая система плагинов и событий для них[32]. С помощью плагинов можно обрабатывать содержимое текста сайта перед выводом, добавлять элементы панели управления или пользовательской части, предоставлять контент для индексации умным поиском, добавлять команды в CLI интерфейс Joomla, реализовывать различные интеграции со внешними системами и многое другое.
- Начиная с версии 4.0 добавлена поддержка веб-сервисов в виде REST, компонент организации рабочих процессов и возможность шаблонизировать электронные письма сайта.

## Минимальные системные требования
- Для версий 1.6, 1.7 и 2.5 требуются, как минимум, Apache 2.0, PHP 5.2.4 и MySQL 5.0.4.[33]
- Для версии 3.x требуются PHP 5.3.10+ (Magic Quotes GPC off), MySQL 5.1+ (с поддержкой InnoDB), Apache 2.x+ (с модулями mod_mysql, mod_xml, и mod_zlib)[33]
- Для версии 4.x требуются PHP 7.2.5+, MySQL 5.6+ (с поддержкой InnoDB), Apache 2.x+ (с модулями mod_mysql, mod_xml, и mod_zlib)[33][34]
- Для версии 5.x требуются PHP 8.1.+, MySQL 8+ (с поддержкой InnoDB) / MariaDB 10.4+ / PostgreSQL 12+, Apache 2.4+ (с модулями mod_mysql, mod_xml, и mod_zlib) / Nginx 1.21+ / Microsoft IIS 10+ [33][34]

## Использование в электронной коммерции
На платформе Joomla! существует множество расширений для организации электронного магазина, в частности:
- VirtueMart
- Joomshopping
- HikaShop
- J2Store
- Phoca Cart
- RadicalMart
- EasyStore
- redSHOP (развитие прекращено)
- JBZoo

Перечисленные выше расширения являются продуктами, которые имеют множество плагинов, модулей и прочих дополнений, позволяющие расширить стандартную функциональность компонента дополнительными возможностями, открывая простор для гибкой настройки Интернет-магазина на Joomla под те или иные задачи.

## Награды
Best Linux / Open Source Project — лучший проект с открытым исходным кодом. Выставка LinuxWorld Expo 2005.
- 2005
  - Linux & Open Source Awards in London Best Linux / Open Source Project
- 2006
  - Packt Open Source Awards — Best Open Source CMS
  - UK Linux & Open Source Awards Best Linux / Open Source Project - Joomla! Wins Again at UK LinuxWorld
- 2007
  - Packt Open Source Awards — Best PHP Open Source CMS
- 2008
  - Packt Open Source Awards
    - Open Source CMS Most Valued Person — Personal award Johan Janssens
    - 1st Runner-up Best Open Source CMS
    - 1st Runner-up Best Overall Open Source CMS
- 2009
  - Packt Open Source Awards
    - Open Source CMS Most Valued Person — Personal award Louis Landry
    - 1st Runner-up Packt Hall of Fame CMS
    - 2nd Runner-up Best Open Source CMS
- 2010
  - Packt Open Source Awards — 2nd Runner-up Hall of Fame CMS
- 2011
  - Packt Open Source Awards — Best Open Source CMS
- 2012
  - Infoworld Bossie Awards — Best Open Source Application
- 2014
  - CMS Critic People's Choice Awards — Best Open Source PHP CMS
- 2015
  - CMS Critic People's Choice Awards — Best Free CMS
- 2016
  - CMS Critic People's Choice Awards — Best Free CMS
- 2017
  - CMS Critic People's Choice Awards - Best Free CMS [36]
- 2018
  - CMS Critic People's Choice Awards - Best Free CMS [37]
- 2019
  - CMS Critic People's Choice Awards - Best Free CMS [37]
- 2020
  - CMS Critic People's Choice Awards - Best Free CMS[38]
- 2021
  - CMS Critic People's Choice Awards - Best Free CMS[39][40]
  - CMS Critic's Choice Awards - Best Open Source CMS[39][40]
- 2022
  - Expert Insights — Spring 2022 Best-Of Awards [41]
  - FOSS Awards — Highly Recommended [42][43]
  - Cloudfest Hackathon — Overall Hackathon Winner [44]
  - Cloudfest Hackathon — Social Media Engagement
  - CMS Critic People's Choice Awards - Best Free CMS[45]
- 2023
  - CMS Critics Awards - People's Choice Awards - Best Free CMS[46][47]
  - CMS Critics Awards - People's Choice Awards - Best Open Source CMS[46][47][48]
- 2024
  - CMS Critics Awards - People's Choice Awards - Best Open Source CMS[49]